# Krakowiec-Górki Zachodnie
Krakowiec-Górki Zachodnie (kaszub. Krakówc ë Zôpadné Górczi) – dzielnica administracyjna Gdańska, położone we wschodniej części miasta, na wschodzie Wyspy Portowej. Otoczone od północy wodami Zatoki Gdańskiej, od wschodu Wisły Śmiałej i od południa Martwą Wisłą. Graniczy od zachodu z dzielnicą administracyjną Stogi.

## Informacje ogólne
Obszar dzielnicy został włączony w granice Gdańska 1 kwietnia 1914 roku.
Składa się on z trzech podjednostek:
- Krakowiec - zachodni fragment dzielnicy graniczący ze Stogami, dawna wieś rybacko-rolnicza, obecnie osiedle mieszkaniowo-rolnicze.
- Las Miejski - obręb leśny w północnej części dzielnicy ciągnący się od Stogów. Las nadmorski z pasmem wydm, znajdują się w nim dwa jeziora: Pusty Staw i Jezioro Bursztynowe.
- Górki Zachodnie - obszar we wschodniej części dzielnicy nad Wisłą Śmiałą i Martwą Wisłą, dawna wieś rolniczo-rybacka, obecnie osiedle mieszkaniowo-przemysłowe.

Przez teren dzielnicy kursują linie autobusowe.
Na terenie Górek Zachodnich (ośrodka i yacht klubu) kręcono film pt. "Stan wewnętrzny" z Krystyną Jandą.

## Obiekty
- Morskie przejście graniczne Gdańsk-Górki Zachodnie
- Port jachtowy - Akademicki Klub Morski, Narodowe Centrum Żeglarstwa.
- Stocznia Wisła
- Stocznia jachtowa "Jabo"
- Jacht kluby: Stoczni Gdańskiej, Neptun, im. J. Conrada,
- Baza magazynowa Przedsiębiorstwa Eksploatacji Rurociągów Naftowych "Przyjaźń".
- Cmentarz Krakowiec
- Szkoła podstawowa nr 62
- Kościół parafialny parafii rzymskokatolickiej Najświętszego Imienia Maryi
- Sala Królestwa Świadków Jehowy (zbory: Gdańsk-Stogi, Gdańsk-Olszynka)[3].

## Rada Dzielnicy

### Kadencja 2024–2029[4][5][6][7]
- Przewodnicząca Zarządu Dzielnicy 
  - Anna Sitek
- Przewodnicząca Rady Dzielnicy 
  - Katarzyna Oflęda-Skorupska

### Kadencja 2019–2024[8]
- Przewodniczący Zarządu Dzielnicy 
  - Dominik Bób
- Przewodnicząca Rady Dzielnicy 
  - Katarzyna Oflęda-Skorupska

### Kadencja 2015–2019[9]
- Przewodnicząca Zarządu Dzielnicy 
  - Halina Zdrada
- Przewodnicząca Rady Dzielnicy 
  - Irena Kosznik

### Kadencja 2011–2015[10][11]
do 1 czerwca 2014 jako Rada Osiedla
- Przewodnicząca Zarządu Dzielnicy 
  - Halina Zdrada
- Przewodnicząca Rady Dzielnicy 
  - Irena Kosznik